# 원피스 수영복

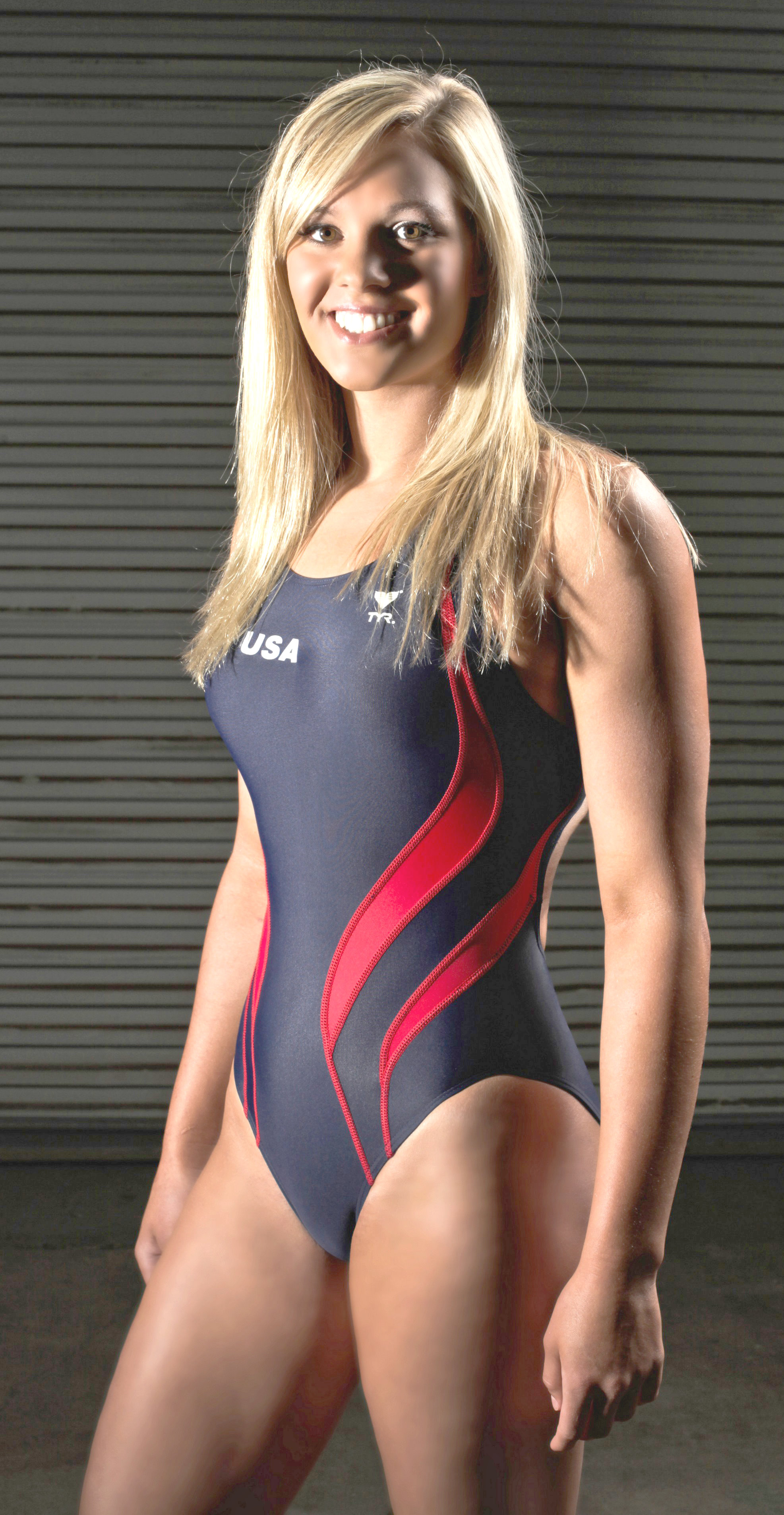
원피스 수영복

원피스 수영복(one-piece swimsuit)은 일반적으로 바닷가나 수영장에서 수영을 할 때, 여성이나 소녀가 입는 몸에 짝 달라붙는 일체형 수영복을 뜻한다. 원피스 수영복은 보통 여성의 몸통 부분을 커버한다.

## 같이 보기
- 수영복
- 비키니